# Semi-marathon du Portugal
Ne doit pas être confondu avec Semi-marathon de Lisbonne.
Le semi-marathon du Portugal est une course de semi-marathon se déroulant tous les ans, en octobre, dans la ville de Lisbonne, au Portugal. Créée en 2000, l'épreuve fait partie du circuit international des IAAF Road Race Label Events, dans la catégorie des « Labels d'or ».

## Palmarès
Légende :
 Record de l'épreuve
| Édition | Année | Vainqueur hommes          | Nationalité    | Temps           | Vainqueur femmes  | Nationalité | Temps           |
| ------- | ----- | ------------------------- | -------------- | --------------- | ----------------- | ----------- | --------------- |
| 1re     | 2000  | David Omiti Makori        | Kenya          | 1 h 01 min 40 s | Derartu Tulu      | Éthiopie    | 1 h 09 min 09 s |
| 2e      | 2001  | David Omiti Makori        | Kenya          | 1 h 02 min 18 s | Fatuma Roba       | Éthiopie    | 1 h 10 min 29 s |
| 3e      | 2002  | Felix Limo                | Kenya          | 1 h 02 min 05 s | Margaret Okayo    | Kenya       | 1 h 09 min 51 s |
| 4e      | 2003  | Hendrick Ramaala          | Afrique du Sud | 1 h 02 min 10 s | Derartu Tulu      | Éthiopie    | 1 h 11 min 30 s |
| 5e      | 2004  | William Kiplagat          | Kenya          | 1 h 01 min 38 s | Margaret Okayo    | Kenya       | 1 h 09 min 53 s |
| 6e      | 2005  | Martin Lel                | Kenya          | 1 h 01 min 37 s | Rose Cheruiyot    | Kenya       | 1 h 12 min 49 s |
| 7e      | 2006  | Robert Kipkoech Cheruiyot | Kenya          | 1 h 02 min 51 s | Pamela Chepchumba | Kenya       | 1 h 11 min 07 s |
| 8e      | 2007  | Emmanuel Mutai            | Kenya          | 1 h 01 min 54 s | Bezunesh Bekele   | Éthiopie    | 1 h 10 min 20 s |
| 9e      | 2008  | Silas Sang                | Kenya          | 1 h 01 min 28 s | Rita Jeptoo       | Kenya       | 1 h 09 min 48 s |
| 10e     | 2009  | Silas Sang                | Kenya          | 1 h 00 min 20 s | Helena Kirop      | Kenya       | 1 h 10 min 26 s |
| 11e     | 2010  | Tadese Tola               | Éthiopie       | 1 h 01 min 05 s | Mary Keitany      | Kenya       | 1 h 08 min 46 s |
| 12e     | 2011  | Silas Sang                | Kenya          | 1 h 01 min 13 s | Mary Keitany      | Kenya       | 1 h 07 min 54 s |
| 13e     | 2012  | Martin Lel                | Kenya          | 1 h 01 min 28 s | Priscah Jeptoo    | Kenya       | 1 h 10 min 32 s |
| 14e     | 2013  | Wilson Kiprop             | Kenya          | 1 h 00 min 19 s | Valeria Straneo   | Italie      | 1 h 09 min 21 s |
| 15e     | 2014  | Stephen Kibet             | Kenya          | 1 h 01 min 06 s | Purity Rionoripo  | Kenya       | 1 h 11 min 02 s |
| 16e     | 2015  | Nguse Amlosom             | Érythrée       | 1 h 02 min 38 s | Beatrice Mutai    | Kenya       | 1 h 09 min 50 s |
| 17e     | 2016  | Nguse Amlosom             | Érythrée       | 1 h 02 min 39 s | Genet Yalew       | Éthiopie    | 1 h 10 min 25 s |
| 18e     | 2017  | Birhan Nebebew            | Éthiopie       | 1 h 02 min 02 s | Eunice Chumba     | Bahreïn     | 1 h 08 min 48 s |
| 19e     | 2018  | Mustapha El Aziz          | Maroc          | 1 h 00 min 16 s | Yebrgual Melese   | Éthiopie    | 1 h 07 min 18 s |
| 20e     | 2019  | Titus Ekiru               | Kenya          | 1 h 00 min 12 s | Peres Jepchirchir | Kenya       | 1 h 06 min 54 s |